# ماري برانتون
ماري برانتون (بالإنجليزية: Mary Brunton)‏ (1 نوفمبر 1778 في المملكة المتحدة - 7 ديسمبر 1818، إدنبرة في المملكة المتحدة)؛ كاتِبة وروائية بريطانية.